# 2835 Ryoma
A 2835 Ryoma (ideiglenes jelöléssel 1982 WF) a Naprendszer kisbolygóövében található aszteroida. Tsutomu Seki fedezte fel 1982. november 20-án.